# Rezerwat przyrody Przylesie

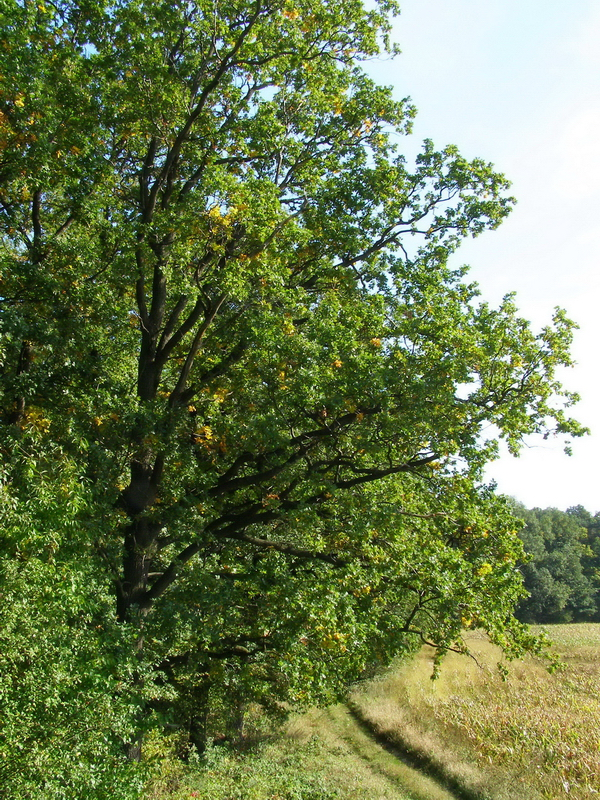
Fragment drzewostanu dębowego w rezerwacie „Przylesie”

Rezerwat przyrody Przylesie – rezerwat leśny znajdujący się w powiecie brzeskim, w gminie Olszanka, w województwie opolskim.
Jest położony w zachodniej części tzw. Wysokiego Lasu (lasu przyleskiego, dawniej Hochwald), zlokalizowanego przy zachodniej granicy gminy, na północ od drogi wojewódzkiej nr 401, ok. 600 m na zachód od wsi Przylesie. Rezerwat obejmuje oddziały leśne 287-g, 288-d, h-j w obrębie Karłowice, leśnictwie Prędocin (Nadleśnictwo Brzeg). Znajduje się poza granicami wielkoobszarowych form ochrony przyrody.
Rezerwat przyrody Przylesie został powołany do życia zarządzeniem Ministra Leśnictwa i Przemysłu Drzewnego nr 70 z dnia 20 czerwca 1969 r. Początkowo zajmował powierzchnię 14,94 ha. Obecnie obejmuje swoim zasięgiem obszar 17,24 ha (około 5% powierzchni Wysokiego Lasu), a planuje się go rozszerzyć do powierzchni 30 ha.
Obszar rezerwatu podlega ochronie ścisłej. Rezerwat chroni fragment lasów liściastych naturalnego pochodzenia, tworzących formy przejściowe od grądów do olsów i łęgów olchowo-jesionowych. Drzewostan części rezerwatowej lasu jest jedno- (drzewostan olchowy i jesionowy, z nalotami klonu i jaworu) lub dwupiętrowy (piętro górne – dominacja dębu szypułkowego i, jak się przypuszcza, burgundzkiego, dolne – grab zwyczajny, jesion wyniosły, klon jawor, wiąz, lipa). Szczególnie efektownie prezentuje się 200-letni drzewostan dębowy, stanowiący unikat na skalę całego kraju.
W rezerwacie stwierdzono występowanie 7 gatunków roślin chronionych (stan na 2012 rok), są to: podkolan biały (Platanthera bifolia), przytulia wonna (Galium odoratum), wawrzynek wilczełyko (Daphne mezereum), kopytnik pospolity (Asarum europaeum), kalina koralowa (Viburnum opulus), konwalia majowa (Convallaria majalis) i bluszcz pospolity (Hedera helix).